# Cyperus longus
La juncia loca  (Cyperus longus) es una planta herbácea del género Cyperus en la familia Cyperaceae.

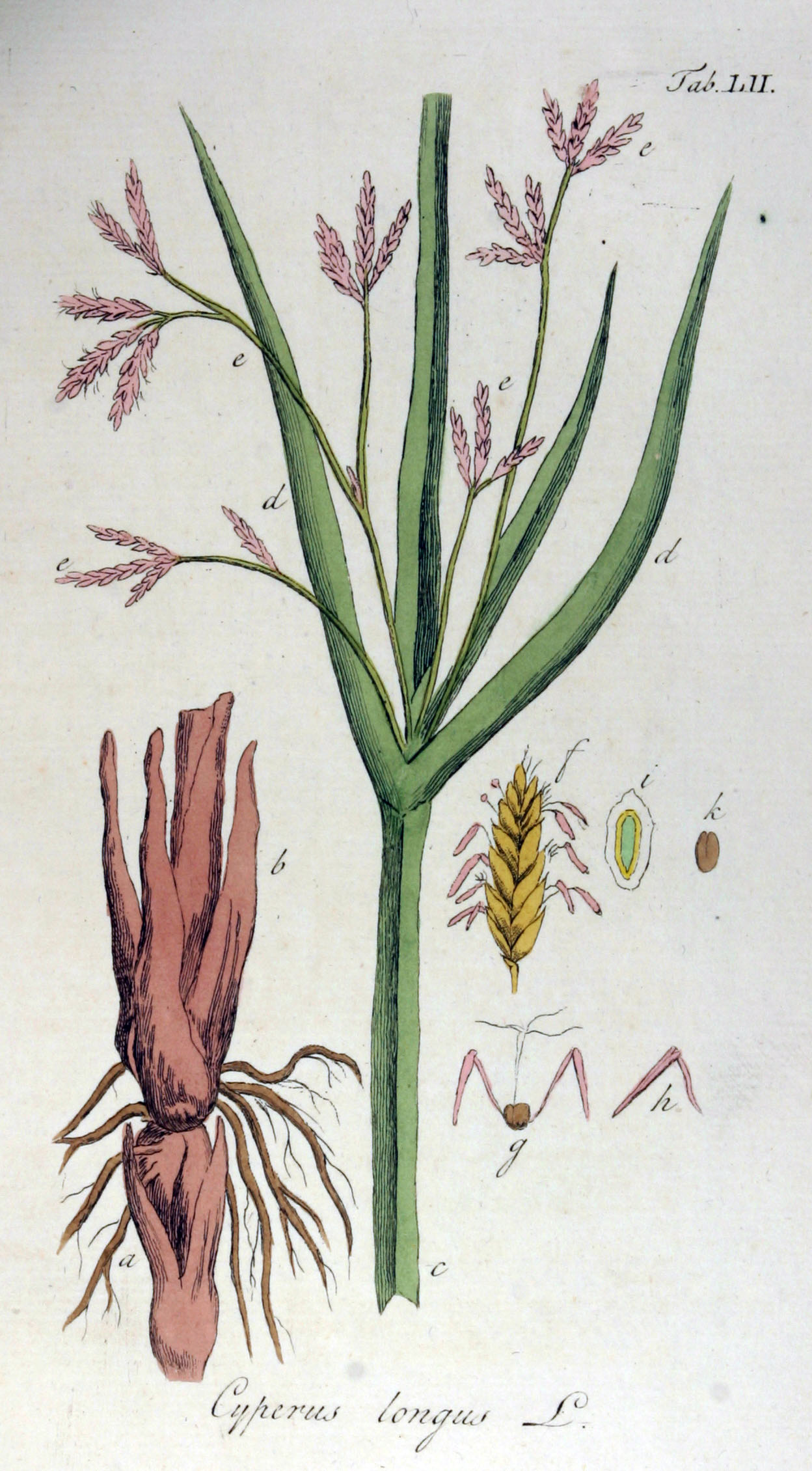
Ilustración en Adolphus Ypey, Vervolg ob de Avbeeldingen der artseny-gewassen met derzelver Nederduitsche en Latynsche beschryvingen, Eersde Deel, Tab. 52, 1813

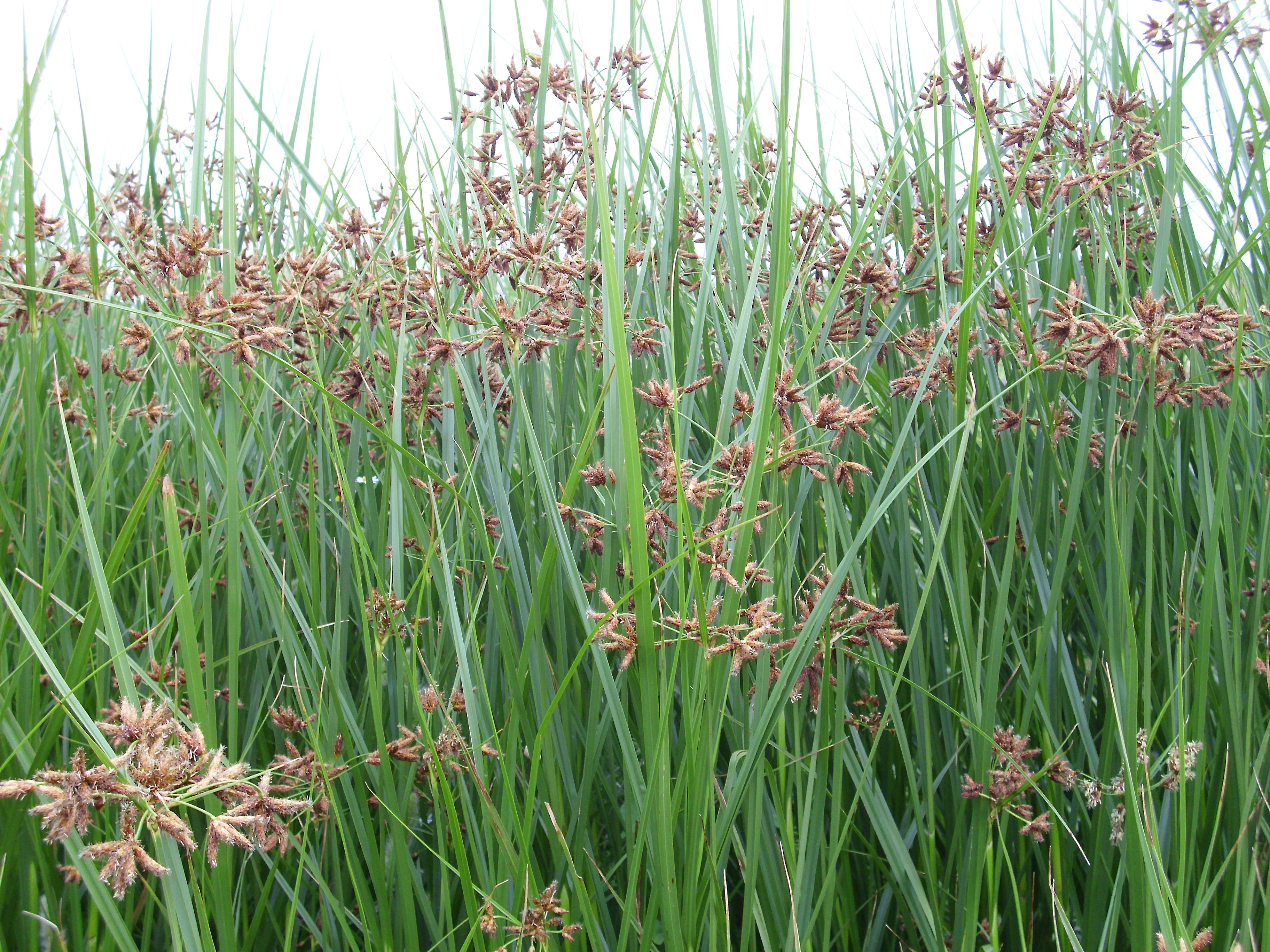
Vista general con hojas, tallo trígono, largas brácteas foliosas y inflorescencia

## Descripción
Hierba perenne rizomatosa. Rizomas de 5-10 mm de grosor, con escamas anchas sin tubérculos. Tallos de hasta 2 m, solitarios. Inflorescencia con espiguillas reunidas en umbelas, con radios muy desiguales, al menos parte de ellos de más de 10 cm y 3-6 brácteas muy desiguales; las más externas al menos sobrepasando a la inflorescencia. Espiguillas de 4,5-17 mm. Glumas de (2-)2,5-3 mm. Estilo con 3 brazos estilares. Aquenios trígonos.

## Distribución y hábitat
Es una especie subcosmopolita que crece en lugares húmedos, pastizales, márgenes de arroyos. Florece en primavera y fructifica en verano. 

## Taxonomía
Cyperus longus fue descrita por Carlos Linneo y publicado en Species Plantarum, vol. 1, p. 45, 1753.
Etimología
- Cyperus: nombre genérico que deriva del griego y que significa "junco".
- longus: epíteto latino que significa "largos".[3]

Sinonimia
- Chlorocyperus longus (L.) Palla
- Eucyperus longus (L.) Rikli
- Pycreus longus (L.) Hayek<[4][5]

subsp. badius (Desf.) Bonnier & Layens
- Chlorocyperus badius (Desf.) Palla
- Chlorocyperus longus subsp. badius (Desf.) Soó
- Cyperus badius Desf.
- Cyperus longus var. badius (Desf.) Cambess.
- Pycreus badius (Desf.) Hayek

subsp. longus
- Chlorocyperus longus f. pallidior (Kük.) Soó
- Cyperus amoenus Kunth
- Cyperus badius var. brachystachys (C.Presl) Nyman
- Cyperus badius var. neglectus (Parl.) Nyman
- Cyperus brachystachys C.Presl
- Cyperus congestus subsp. heldreichianus (Boiss.) K.Richt.
- Cyperus elongatus Lej. ex Nees
- Cyperus emarginatus Schrad.
- Cyperus fastigiatus Willd. ex Kunth
- Cyperus guthnickii Tineo ex Lojac.
- Cyperus heldreichianus Boiss.
- Cyperus intermedius Guss.
- Cyperus italicus Tod.
- Cyperus kunthii Parl.
- Cyperus lateriflorus Steud.
- Cyperus myriostachyus Ten.
- Cyperus neglectus Parl.
- Cyperus oxystachys Nees ex Boeckeler
- Cyperus parlatoris Lojac.
- Cyperus parlatoris var. difformis Lojac.
- Cyperus preslii Parl.
- Cyperus preslii subsp. intermedius (Guss.) Nyman
- Cyperus racemosus Ten.
- Cyperus speciosus Lojac.
- Cyperus thermalis Dumort.

var. pallidus Boeckeler
- Cyperus fenzelianus Steud.
- Cyperus fenzelianus var. badiiformis Chiov.
- Cyperus longus f. badiiformis (Chiov.) Kük.
- Cyperus rotundus var. fenzelianus (Steud.) El-Hadidy

## Nombres comunes
- castellano: chufas, espadaña, fruncia, funcia, junca, junca, juncea, juncia, juncia aromática, juncia bastarda, juncia esquinada, juncia larga, juncia loca, juncia olorosa, junco, junco cuadrado, junco merino, junco triangular, junquillo, junza, juza, nuncia, unzuela.[6]